# Dmitri Chéryshev
Dmitri Nikoláievich Chéryshev (en ruso, Дмитрий Николаевич Черышев) (Gorki, Unión Soviética, 11 de mayo de 1969) es un exfutbolista y entrenador ruso que dirige al Ravshan Kulob de la Liga de fútbol de Tayikistán. Es el padre del también futbolista Denís Chéryshev.

## Trayectoria

### Como jugador
Debutó como futbolista profesional en 1987 en las filas del F. C. Khimik Dzerzhinsk. En 1990, se fue al F. C. Lokomotiv Nizhni Nóvgorod, equipo de su ciudad natal, y en 1993 fichó por el F. C. Dinamo Moscú. Con el Dinamo conquistó una Copa de Rusia en el año 1995. Posteriormente, llegó a España en la temporada 1996-97 para militar en el Real Sporting de Gijón durante cinco campañas, dos en Primera División y tres en Segunda. En 2001 fichó por el Burgos C. F. y, en 2002, firmó un contrato con el Real Aranjuez C. F., donde dio por concluida su etapa como futbolista al año siguiente.

### Como entrenador
Comenzó dirigiendo a diferentes equipos de fútbol base del Real Madrid C. F. y a comienzos de 2011 se incorporó a la secretaría técnica del F. C. Sibir Novosibirsk. En junio del mismo año sustituyó a Omari Tetradze como entrenador del F. C. Volga Nizhni Nóvgorod de la Liga Premier de Rusia, cargo que abandonó una temporada después. El 27 de octubre de 2014 firmó un contrato con el FC Irtysh Pavlodar de Kazajistán, al que dirigió hasta que fue cesado el 8 de mayo de 2015. El 28 de julio de 2015 se incorporó al cuerpo técnico del Sevilla F. C. y en junio de 2016 fue contratado como entrenador por el F. C. Mordovia Saransk.
En julio de 2018 fichó por el F. C. Olimpiyets Nizhni Nóvgorod. Abandonó el cargo en octubre de 2019 y desde entonces solo dirigió al A. F. C. Eskilstuna durante tres horas en septiembre de 2021, hasta que en julio de 2022 firmó por el F. C. Santa Coloma. Con el equipo andorrano llegó a la final de la Copa Constitució en la que fueron derrotados por el Inter Club d'Escaldes en el úlitmo minuto. La siguiente temporada la inició haciendo historia con el club después de superar dos rondas de la Liga Europa Conferencia de la UEFA, pero su mala relación con algunos jugadores provocó que fuera destituido en el mes de noviembre.
A finales de 2023 regresó a los banquillos del fútbol ruso después de fichar por el F. C. Shinnik Yaroslavl que en ese momento ocupaba la 13.ª posición en la segunda categoría. Estuvo un año en el cargo y en diciembre de 2024 se marchó a Tayikistán para dirigir al Ravshan Kulob.

## Selección nacional
Debutó con la selección de la CEI el 25 de enero de 1992 ante los Estados Unidos. Con este equipo disputó un total de tres partidos. Posteriormente, ente 1994 y 1998, defendió la camiseta de Rusia en diez encuentros y llegó a participar en las fases de clasificación para la Eurocopa 1996 y el Mundial 1998. Consiguió su único gol como internacional con el combinado ruso en un encuentro disputado el 7 de junio de 1995 contra San Marino.

## Clubes

### Como jugador
| Club                            | País            | Año       |
| ------------------------------- | --------------- | --------- |
| F. C. Khimik Dzerzhinsk         | Unión Soviética | 1987-1988 |
| F. C. Lokomotiv Nizhni Nóvgorod | Rusia           | 1990-1992 |
| F. C. Dinamo Moscú              | Rusia           | 1993-1996 |
| Real Sporting de Gijón          | España          | 1996-2001 |
| Burgos C. F.                    | España          | 2001-2002 |
| Real Aranjuez C. F.             | España          | 2002-2003 |

### Como entrenador
| Club                        | País       | Año       |
| --------------------------- | ---------- | --------- |
| F. C. Volga Nizhni Nóvgorod | Rusia      | 2011-2012 |
| F. C. Irtysh Pavlodar       | Kazajistán | 2014-2015 |
| F. C. Mordovia Saransk      | Rusia      | 2016-2017 |
| F. C. Nizhni Nóvgorod       | Rusia      | 2018-2019 |
| A. F. C. Eskilstuna         | Suecia     | 2021      |
| F. C. Santa Coloma          | Andorra    | 2022-2023 |
| F. C. Shinnik Yaroslavl     | Rusia      | 2023-2024 |
| Ravshan Kulob               | Tayikistán | 2024-     |

## Palmarés

### Campeonatos nacionales
| Título        | Club               | País  | Año  |
| ------------- | ------------------ | ----- | ---- |
| Copa de Rusia | F. C. Dinamo Moscú | Rusia | 1995 |